# Championnat de Suisse féminin de handball
Le championnat de Suisse féminin de handball (SPAR Premium League ou SPL) est le plus haut niveau de compétition de clubs de handball féminin en Suisse.

## Palmarès saison régulière
- 1970 LC Brühl Saint-Gall (1)
- 1971 LC Brühl Saint-Gall (2)
- 1972 LC Brühl Saint-Gall (3)
- 1973 LC Brühl Saint-Gall (4)
- 1974 LC Brühl Saint-Gall (5)
- 1975 LC Brühl Saint-Gall (6)
- 1976 LC Brühl Saint-Gall (7)
- 1977 LC Brühl Saint-Gall (8)
- 1978 LC Brühl Saint-Gall (9)
- 1979 LC Brühl Saint-Gall (10)
- 1980 LC Brühl Saint-Gall (11)
- 1981 RTV 1879 Bâle (1)
- 1982 ATV Bâle (1)
- 1983 ATV Bâle (2)
- 1984 RTV 1879 Bâle (2)
- 1985 ATV Bâle (3)
- 1986 ATV Bâle (4)
- 1987 LC Brühl Saint-Gall (12)
- 1988 LC Brühl Saint-Gall (13)
- 1989 LC Brühl Saint-Gall (14)
- 1990 LC Brühl Saint-Gall (15)
- 1991 LC Brühl Saint-Gall (16)
- 1992 LC Brühl Saint-Gall (17)
- 1993 LC Brühl Saint-Gall (18)
- 1994 LC Brühl Saint-Gall (19)
- 1995 LC Brühl Saint-Gall (20)
- 1996 LC Brühl Saint-Gall (21)
- 1997 LC Brühl Saint-Gall (22)
- 1998 TSV St. Otmar St. Gall (1)
- 1999 TSV St. Otmar St. Gall (2)
- 2000 Spono Nottwil Lucerne (1)
- 2001 Spono Nottwil Lucerne (2)
- 2002 LC Brühl Saint-Gall (23)
- 2003 LC Brühl Saint-Gall (24)
- 2004 ZMC Amicitia Zurich (1)
- 2005 TSV St. Otmar St. Gall (3)
- 2006 Spono Nottwil Lucerne (3)
- 2007 LC Brühl Saint-Gall (25)
- 2008 LC Brühl Saint-Gall (26)
- 2009 LC Brühl Saint-Gall (27)
- 2010 LK Zoug (1)
- 2011 LC Brühl Saint-Gall (28)
- 2012 LC Brühl Saint-Gall (29)
- 2013 LK Zoug (2)
- 2014 LK Zoug (3)
- 2015 LK Zoug (4)
- 2016 Spono Nottwil Lucerne (4)
- 2017 LC Brühl Saint-Gall (30)
- 2018 Spono Nottwil Lucerne (5)
- 2019 LC Brühl Handball (31)
- 2020 Annulé (Covid-19)[1]
- 2021 LK Zoug (5)
- 2022 Spono Nottwil Lucerne (6)

## Bilan
| Rang | Club                   | Titres gagnés | Titres gagnés | Titres gagnés |
| Rang | Club                   | Nombre        | Premier       | Dernier       |
| ---- | ---------------------- | ------------- | ------------- | ------------- |
| 1    | LC Brühl Handball      | 31            | 1970          | 2019          |
| 2    | Spono Nottwil Lucerne  | 5             | 2000          | 2018          |
| 3    | ATV Bâle               | 4             | 1982          | 1986          |
| 3    | LK Zoug                | 4             | 2010          | 2015          |
| 5    | TSV St. Otmar St. Gall | 3             | 1998          | 2005          |
| 6    | RTV 1879 Bâle          | 2             | 1981          | 1984          |
| 7    | ZMC Amicitia Zurich    | 1             | 2004          | 2004          |

## Classement EHF
Le coefficient EHF pour la saison 2020/2021 est :
| Rang | Évolution     | Rang 2019/20 | Championnat         | Coefficient |
| ---- | ------------- | ------------ | ------------------- | ----------- |
| 1    | en stagnation | (1)          | Nemzeti Bajnokság I | 162,50      |
| 2    | Entré         | (3)          | Super League        | 119,00      |
| 3    | Remplacé      | (2)          | Liga Naţională      | 106,67      |
| 4    | en stagnation | (4)          | Damehåndboldligaen  | 105,17      |
| 5    | en stagnation | (5)          | LFH                 | 95,00       |
| 6    | en stagnation | (6)          | Eliteserien         | 89,67       |
| 7    | en stagnation | (7)          | Bundesliga          | 68,83       |
| ...  |               |              |                     |             |
| 23   | Remplacé      | (21)         | SPAR Premium League | 5,33        |

Évolution
| Année | 2007-2008 | 2008-2009 | 2009-2010 | 2010-2011 | 2011-2012 | 2012-2013 | 2013-2014 | 2014-2015 | 2015-2016 | 2016-2017 | 2017-2018 | 2018-2019 | 2018-2019 | 2020-2021 |
| Rang  | 22        | 19        | 21        | 20        | 21        | 24        | 23        | 24        | 23        | 21        | 21        | 21        | 20        | 23        |

Source : « cms.eurohandball.com », Fédération européenne de handball

## Sources
- (en) Switzerland Women's Division 1 - SPL1 : presentation and medal winners sur www.the-sports.org